# Liucheng
För andra betydelser, se Liucheng (olika betydelser).
Liucheng är ett härad i Liuzhous stad på prefekturnivå i den autonoma regionen Guangxi i sydligaste Kina.